# Sharkey County
Sharkey County er et county i den amerikanske delstat Mississippi. 
32°53′N 90°49′V / 32.88°N 90.81°V